# Спортивная (платформа)
Спорти́вная (баш. Спорт) — остановочный пункт Башкирского региона Куйбышевской железной дороги. Грузовые и пассажирские операции по поездам дальнего следования не производятся. От остановочного пункта также уходит ветка в промышленную зону, в сторону станции Бензин. Название дано по близ находящемуся стадиону имени Гастелло. Рядом расположен Парк имени Гастелло.
Находится в уфимском микрорайоне Черниковка. Платформа обслуживает только электрички.
| Предыдущая: Черниковка | Спортивная | Следующая: Правая Уфимка |

## Конструкция
Длина с четной и нечетной стороны составляет 200 метров. На платформе установлен металлический навес, скамейки, громкая связь и информационное табло, обогреваемый зал ожидания, туалеты, пандусы. В павильоне есть три кассы и один терминал для оплаты проезда. На платформу можно пройти сквозь пять турникетов, приложив билет к валидатору.

## Закрытие станции на ремонт
в 2010-х гг. станция была закрыта на ремонт, электрички не останавливались.
13(или 14) ноября 2018 г. станция была открыта вновь после ремонта. В Уфе после реконструкции открылась пригородная пассажирская платформа — станция городской электрички «Спортивная». Инвестиции ОАО «РЖД» в реализацию этого проекта составили 117 млн рублей.

## Развитие станции

### Транспортно-пересадочный узел
Станция должна стать одним из первых транспортно-пересадочных узлов в Уфе, наряду с ТПУ на Проспекте Октября. Возле станции «Спортивная» уже подобрали площадку для организации там конечной остановки автобусов.

### Остановка поездов дальнего следования
В период СССР, 1990-х на станции останавливались поезда дальнего следования (мини-вокзал по типу станции Дёма, где остановка поездов дальнего следования сохранилась). Сегодня граждане, проживающие на севере Уфы в Черниковке, Инорсе, вынуждены, приехав на вокзал ст. Уфа, ещё 1-1,5 часа добираться на автобусе до дома. Проблему могла бы решить остановка поездов дальнего следования на платформе Спортивная или Черниковка.

## Галерея

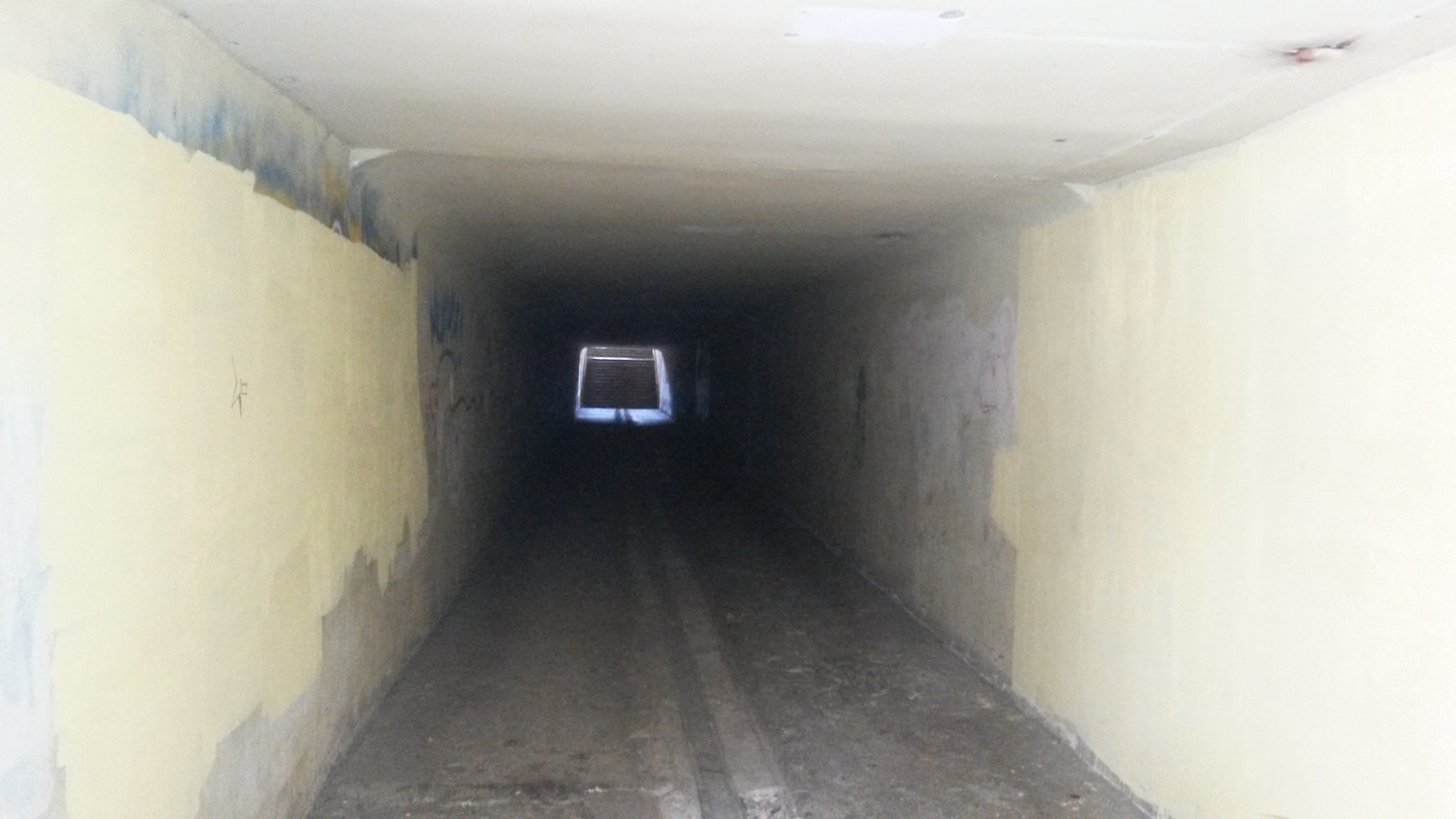
Подземный переход на станции Спортивная (не ремонтировался с времен СССР). В 1990-х—2018-х гг. был закрыт, и граждане по путям переходили на станцию.
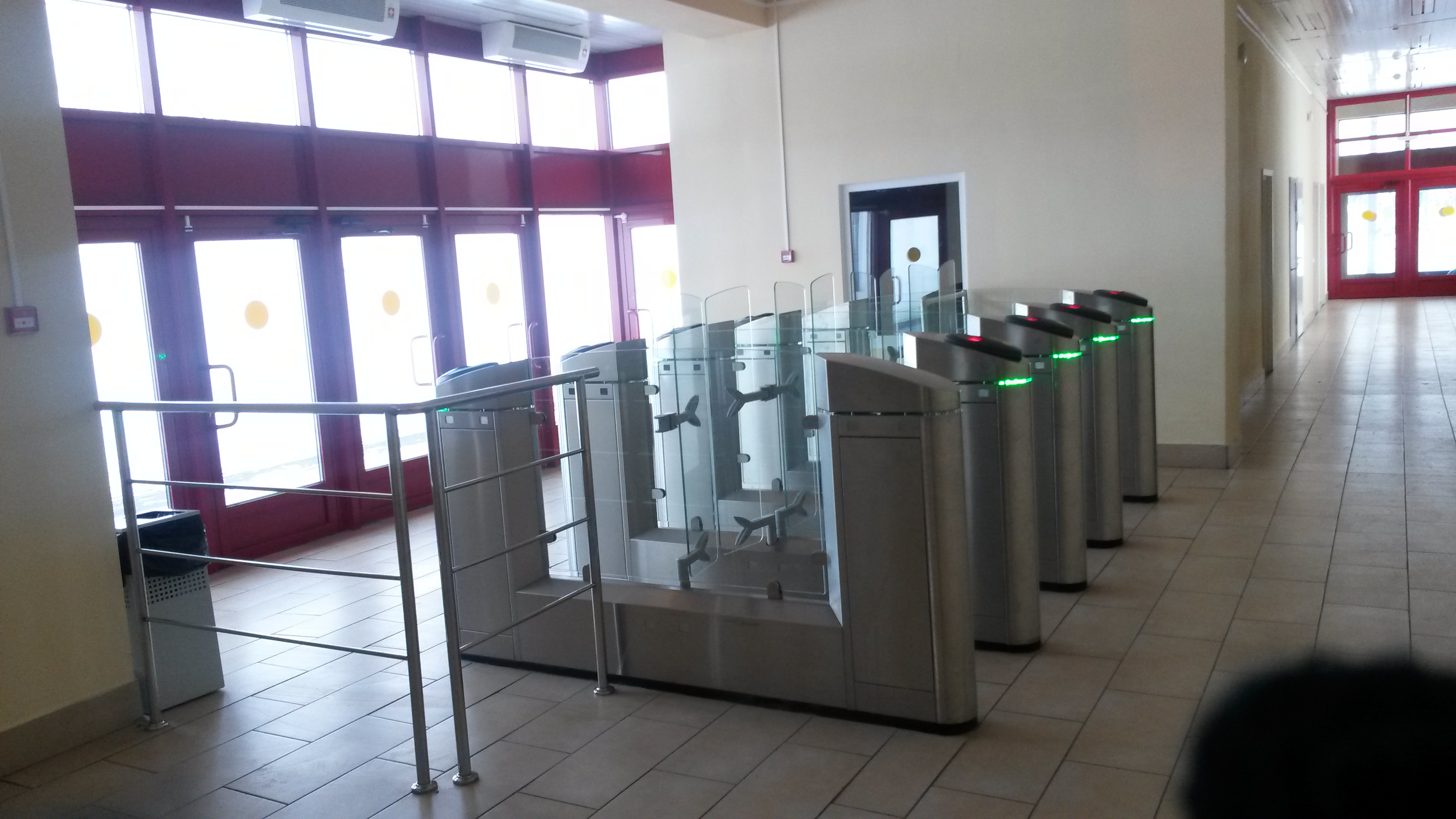
Валидаторы на выходе к перрону были установлены в 2018 году.